# 30152 Reneefallon
30152 Reneefallon è un asteroide della fascia principale. Scoperto nel 2000, presenta un'orbita caratterizzata da un semiasse maggiore pari a 2,3913029 UA e da un'eccentricità di 0,1499953, inclinata di 2,84338° rispetto all'eclittica.